# Groupe de contribuables
Les groupes de contribuables ou associations de contribuables sont des associations ou des groupes de défense d'intérêts qui promeuvent une réduction de la taxation, des dépenses publiques, et de limiter la dette publique.

## Description
Ces groupes sont très répandues dans les pays démocratiques, et principalement aux États-Unis, où beaucoup de villes ou de comtés ont leur groupe (appelés taxpayers groups). Les actions de ces groupes peuvent passer par le soutien de candidats favorables à leurs objectifs, par le tractage, et en dénonçant les politiques publiques. Aux États-Unis et à l'échelle locale, ils peuvent même avoir un pouvoir conséquent pour participer directement aux décisions de politique publique et peuvent même se transformer en parti politique à l'exemple du Parti de la Constitution (États-Unis).

## Liste de groupes de défenses des contribuables
- Australie - Australian Taxpayers Alliance
- Canada - Canadian Taxpayers' Alliance
- Canada - Canadian Taxpayers Federation
- Allemagne - German Taxpayers Federation
- Suède - Swedish Taxpayers' Association
- Suisse   - En Suisse, les associations de contribuables sont surtout cantonalisées avec la notable exception de la Bund der Steuerzahler qui comporte plusieurs chapitres cantonaux pour Berne, Zurich, Bâle-Ville, Frauenfeld, Thurgovie, Zug[1]. Genève a l'association genevoise de défense des contribuables[2], Vaud la Fédération des contribuables[3] depuis 2018[4], Bâle-Campagne la Liga der Baselbieter Steuerzahler[5].
- Nouvelle-Zélande - New Zealand Taxpayers' Union
- Royaume-Uni - The TaxPayers' Alliance
- États-Unis - Americans For Fair Taxation
- États-Unis - Americans for Tax Reform
- États-Unis - National Taxpayers Union
- Inde - Taxpayers Association Vijayawada
- Népal - Nepalese Taxpayers Welfare Society[6]
- France - Contribuables associés